# 霞镜站
霞镜站（福州話：/hɑ˨˩ iɑŋ˨˩˧/）位于中华人民共和国福建省福州市仓山区金洲南路与建新南路交叉口北侧地下，是福州地铁5号线的地铁车站，于2022年4月29日投入使用。

## 车站结构
霞镜站位于金洲南路下方，呈南北向布置。车站为地下三层车站，长151.8米、宽22.1米，基坑开挖深度24.15米。
| 地面层   | 出入口                               |  | 出入口                       |
| 地下一层 | 站厅                                 |  | 票务服务、自动售票机         |
| 地下二层 | 车站设备                             |  |                              |
| 地下三层 | 1                                    |  | 5号线 往荆溪厚屿（浦上大道） |
| 地下三层 | 岛式站台，列车运行方向左侧的车门开启 |  |                              |
| 地下三层 | 2                                    |  | 5号线 往福州火车南站（东岭） |

### 出入口与周边
霞镜站目前开放3个出入口，其中无障碍电梯位于B出入口、卫生间位于C出入口。
| 霞镜站出入口信息            | 霞镜站出入口信息 | 霞镜站出入口信息 | 霞镜站出入口信息                   |
| --------------------------- | ---------------- | ---------------- | ---------------------------------- |
|                             |                  |                  |                                    |
| 编号                        | 设施             | 位置             | 接驳交通                           |
| 出口 · A                    |                  | 车站东北口       | 霞镜地铁站                         |
| 出口 · B                    |                  | 车站西南口       | 霞镜地铁站、凤高村、盘屿路口       |
| 出口 · C                    |                  | 车站东南口       | 霞镜地铁站、奥体运动员村、盘屿路口 |
| 注： 设有电梯 \| 设有卫生间 |                  |                  |                                    |

## 事故
- 2019年1月8日上午8时许，位于仓山区建新镇在建霞镜站旁的百花洲路与建新南路交叉口地面发生塌陷，最长裂缝达约20米，车站工地基坑混凝土结构亦有一定程度的开裂。10时35分，车站周边道路实施封闭并组织加固修复。[3]经官方调查，事故系该处地质情况复杂，施工过程中基坑围护结构漏水并导致周边地面发生小范围沉降，经不间断抢修，险情于1月9日凌晨1时20分得到控制，主要道路于上午9时恢复通行。事件发生后地铁即在全线范围内启动安全自查。[4][5]

## 历史
- 2016年7月20日，于福州市轨道交通5号线一期工程环境影响评价第一次公示中提及设建新南路站。[6]
- 2017年12月18日，霞镜站一期围挡施工开始。[2]
- 2019年7月28日，霞镜站主体结构封顶。[7]
- 2020年11月5日，霞镜站附属围护结构施工开始。[8]
- 2021年11月29日，霞镜站所有出入口建设完成。[9]
- 2022年4月24日，霞镜站开放为期三天的免费试乘。[10]
- 2022年4月29日，霞镜站启用。[11]